# Lago di Guardialfiera - Foce fiume Biferno
Lago di Guardialfiera - Foce fiume Biferno este o arie protejată (arie de protecție specială avifaunistică — SPA) din Italia întinsă pe o suprafață de 28.724 ha, integral pe uscat.

## Localizare
Centrul sitului Lago di Guardialfiera - Foce fiume Biferno este situat la coordonatele 41°44′46″N 14°51′07″E / 41.746117°N 14.851997°E.

## Înființare
Situl Lago di Guardialfiera - Foce fiume Biferno a fost declarat arie de protecție specială avifaunistică în martie 2007 pentru a proteja 22 de specii de animale.

## Biodiversitate
Situată în ecoregiunea mediteraneană, aria protejată conține 24 de habitate naturale: Estuare, Vegetație anuală la limita mareei, Salicornia și alte specii anuale care populează regiunile mlăștinoase și nisipoase, Pășuni mediteraneene udate de apa mării (Juncetalia maritimi), Tufărișuri halofile mediteraneene și termo-atlantice (Sarcocornetea fruticosi), Tufărișuri halo-nitrofile (Pegano-Salsoletea), Stepe sărăturate mediteraneene (Limonietalia), Dune mobile cu vegetație embrionară, Dune mobile de-a lungul țărmului cu Ammophila arenaria („dune albe”), Dune cu vegetație ierboasă Malcolmietalia, Dune cu vegetație ierboasă Brachypodietalia cu specii anuale, Dune cu tufărișuri sclerofile Cisto-Lavenduletalia, Dune împădurite cu Pinus pinea și/sau Pinus pinaster, Cursuri de apă de la nivel de câmpie la nivel montan, cu vegetație Ranunculion fluitantis și Callitricho-Batrachion, Râuri mediteraneene cu debit permanent cu specii de Paspalo-Agrostidion și galerii riverane de Salix și de Populus alba, Pajiști uscate seminaturale și facies de acoperire cu tufișuri pe substraturi calcaroase (Festuco-Brometalia) (* situri importante pentru orhidee), Pseudostepă cu ierburi și specii anuale de Thero-Brachypodietea, Pajiști umede mediteraneene cu ierburi înalte de Molinio-Holoschoenion, Pante stâncoase calcaroase cu vegetație casmofită, Păduri de stejar alb estice, Galerii de Salix alba și de Populus alba, Păduri panonice-balcanice de stejar turcesc - stejar sesil, Păduri de fag din Apenini cu Taxus și Ilex, Păduri de Quercus ilex și Quercus rotundifolia.
La baza desemnării sitului se află mai multe specii protejate de  păsări (22): pescăruș albastru (Alcedo atthis), fâsă-de-câmp (Anthus campestris), stârc galben (Ardeola ralloides), prundăraș de sărătură (Charadrius alexandrinus), șerpar (Circaetus gallicus), erete de stuf (Circus aeruginosus), erete vânăt (Circus cyaneus), erete cenușiu (Circus pygargus), dumbrăveancă (Coracias garrulus), Falco biarmicus, șoim călător (Falco peregrinus), piciorong (Himantopus himantopus), stârc pitic (Ixobrychus minutus), sfrâncioc roșiatic (Lanius collurio), sfrâncioc cu cap roșu (Lanius senator), pescăruș-cu-cap-negru (Larus melanocephalus), ciocârlie de pădure (Lullula arborea), gaia neagră (Milvus migrans), gaia roșie (Milvus milvus), vultur pescar (Pandion haliaetus), viespar (Pernis apivorus), Phalacrocorax carbo sinensis